# David Wilson (chorégraphe)
Pour les articles homonymes, voir David Wilson et Wilson.
David Wilson, né le 25 mai 1966, est un chorégraphe de niveau mondial et olympique de Toronto, Canada. Ses clients incluent : Brian Orser, Josée Chouinard, Sébastien Britten et Midori Ito. Plus récemment, il a travaillé avec Jeffrey Buttle, Cynthia Phaneuf et Joannie Rochette, tous étant des patineurs médaillés d'or aux compétitions du Grand Prix ISU et participants à la finale ISU.  